# Segunda División A 2013/14
De Segunda División A 2013/14 was het 83ste seizoen van het tweede niveau van het Spaans voetbalkampioenschap.

## Eindstand
| Pos | Team                     | Wed | W  | G  | V  | Ptn | DV | DT | +/− | Promotie, kwalificatie of degradatie                                      |
| --- | ------------------------ | --- | -- | -- | -- | --- | -- | -- | --- | ------------------------------------------------------------------------- |
| 1   | Eibar (K, P)             | 42  | 19 | 14 | 9  | 71  | 49 | 28 | +21 | Promotie naar La Liga                                                     |
| 2   | Deportivo La Coruña (P)  | 42  | 19 | 12 | 11 | 69  | 48 | 36 | +12 | Promotie naar La Liga                                                     |
| 3   | Barcelona B              | 42  | 20 | 6  | 16 | 66  | 60 | 46 | +14 |                                                                           |
| 4   | Murcia (R)               | 42  | 16 | 17 | 9  | 65  | 55 | 44 | +11 | Kwalificatie voor play-offs, toch gedegradeerd naar de Segunda División B |
| 5   | Sporting Gijón           | 42  | 16 | 16 | 10 | 64  | 63 | 51 | +12 | Kwalificatie voor play-offs                                               |
| 6   | Las Palmas               | 42  | 18 | 9  | 15 | 63  | 51 | 50 | +1  | Kwalificatie voor play-offs                                               |
| 7   | Córdoba (O, P)           | 42  | 16 | 13 | 13 | 61  | 47 | 43 | +4  | Kwalificatie voor play-offs                                               |
| 8   | Recreativo               | 42  | 16 | 13 | 13 | 61  | 53 | 53 | 0   |                                                                           |
| 9   | Alcorcón                 | 42  | 16 | 11 | 15 | 59  | 46 | 40 | +6  |                                                                           |
| 10  | Sabadell                 | 42  | 17 | 8  | 17 | 59  | 52 | 58 | −6  |                                                                           |
| 11  | Tenerife                 | 42  | 15 | 9  | 18 | 54  | 46 | 49 | −3  |                                                                           |
| 12  | Lugo                     | 42  | 14 | 12 | 16 | 54  | 41 | 48 | −7  |                                                                           |
| 13  | Numancia                 | 42  | 11 | 21 | 10 | 54  | 42 | 41 | +1  |                                                                           |
| 14  | Zaragoza                 | 42  | 13 | 14 | 15 | 53  | 49 | 53 | −4  |                                                                           |
| 15  | Girona                   | 42  | 12 | 15 | 15 | 51  | 52 | 50 | +2  |                                                                           |
| 16  | Ponferradina             | 42  | 13 | 12 | 17 | 51  | 46 | 49 | −3  |                                                                           |
| 17  | Mallorca                 | 42  | 12 | 15 | 15 | 51  | 46 | 57 | −11 |                                                                           |
| 18  | Alavés                   | 42  | 13 | 12 | 17 | 51  | 57 | 57 | 0   |                                                                           |
| 19  | Mirandés                 | 42  | 13 | 11 | 18 | 50  | 38 | 56 | −18 | Gered van degradatie, door gedwongen degradatie van Murcia                |
| 20  | Real Madrid Castilla (R) | 42  | 13 | 10 | 19 | 49  | 49 | 56 | −7  | Degradatie naar Segunda División B                                        |
| 21  | Jaén (R)                 | 42  | 12 | 12 | 18 | 48  | 43 | 49 | −6  | Degradatie naar Segunda División B                                        |
| 22  | Hércules (R)             | 42  | 11 | 12 | 19 | 45  | 45 | 62 | −17 | Degradatie naar Segunda División B                                        |

1. ↑  Barcelona B mag niet deelnemen aan de play-offs als reserveteam van FC Barcelona, dus vervangen door de zevende in de stand.[1]
2. 1 2  Murcia verkreeg geen nieuwe licentie en werd gedegradeerd naar de Segunda División B door de LFP in plaats van CD Mirandés.[2]

### Play-offs
|  | halve finale           | halve finale | halve finale | halve finale |  |                          | finale | finale | finale | finale |
|  |                        |              |              |              |  |                          |        |        |        |        |
|  |                        |              |              |              |  |                          |        |        |        |        |
|  | Real Sporting de Gijón | 0            | 0            | 0            |  |                          |        |        |        |        |
|  | Las Palmas             | 1            | 1            | 2            |  |                          |        |        |        |        |
|  |                        |              |              |              |  | Las Palmas               | 0      | 1      | 1      |        |
|  |                        |              |              |              |  | Córdoba (uit-goal regel) | 0      | 1      | 1      |        |
|  | Murcia                 | 0            | 1            | 1            |  |                          |        |        |        |        |
|  | Córdoba                | 0            | 2            | 2            |  |                          |        |        |        |        |

## Topscorers
25 goals
- Borja Viguera (Deportivo Alavés)

23 goals
- Stefan Šćepović (Sporting Gijón)

23 goals
- Kike (Real Murcia)

1929 · 1929/30 · 1930/31 · 1931/32 · 1932/33 · 1933/34 · 1934/35 · 1935/36 · 1936/37 · 1937/38 · 1938/39 · 1939/40 · 1940/41 · 1941/42 · 1942/43 · 1943/44 · 1944/45 · 1945/46 · 1946/47 · 1947/48 · 1948/49 · 1949/50 · 1950/51 · 1951/52 · 1952/53 · 1953/54 · 1954/55 · 1955/56 · 1956/57 · 1957/58 · 1958/59 · 1959/60 · 1960/61 · 1961/62 · 1962/63 · 1963/64 · 1964/65 · 1965/66 · 1966/67 · 1967/68 · 1968/69 · 1969/70 · 1970/71 · 1971/72 · 1972/73 · 1973/74 · 1974/75 · 1975/76 · 1976/77 · 1977/78 · 1978/79 · 1979/80 · 1980/81 · 1981/82 · 1982/83 · 1983/84 · 1984/85 · 1985/86 · 1986/87 · 1987/88 · 1988/89 · 1989/90 · 1990/91 · 1991/92 · 1992/93 · 1993/94 · 1994/95 · 1995/96 · 1996/97 · 1997/98 · 1998/99 · 1999/00 · 2000/01 · 2001/02 · 2002/03 · 2003/04 · 2004/05 · 2005/06 · 2006/07 · 2007/08 · 2008/09 · 2009/10 · 2010/11 · 2011/12 · 2012/13 · 2013/14 · 2014/15 · 2015/16 · 2016/17 · 2017/18 · 2018/19 · 2019/20 · 2020/21 · 2021/22 · 2022/23 · 2023/24 · 2024/25